# 書圖
書圖（？—？），镶黄旗满洲人，清朝政治人物。举人出身。
乾隆二十二年，擔任廣東廣州府永安縣知縣（現紫金縣知縣）。后由胡夢檜接任。乾隆年间，擔任清朝廣州府新安縣知縣。后由嚴源接任。